# Atherinidae
De koornaarvissen (Atherinidae) zijn een familie in de orde van koornaarvisachtigen (Atheriniformes). De familie bestaat uit 165 soorten in 25 geslachten, die wereldwijd voorkomen in tropische en gematigde wateren. Ongeveer twee derde van de soorten leeft in zout water, de overigen in zoet water.

## Kenmerken
Koornaarvissen zijn relatief klein. Sommige soorten bereiken een lengte van 60 centimeter, maar de meeste blijven onder de 20 centimeter lang en sommige worden zelfs niet langer dan 5 centimeter. De lichamen zijn doorgaans langgerekt. Onderscheidende eigenschappen zijn twee rugvinnen die ver van elkaar staan, de eerste met flexibele vinstralen en de tweede met een harde straal gevolgd door zachte stralen. Ook van de aarsvin is de voorste straal hard en zijn de volgende zacht. De borstvinnen zijn relatief hoog. De flanken hebben een brede zilverkleurige band. De schubben zijn relatief groot.
Koornaarvissen voeden zich met zoöplankton. Sommige soorten, zoals de Atherinomorus lacunosus, worden commercieel bevist.
De familie van Atherinopsidae is nauw aan deze familie verwant.

## Geslachten
- Alepidomus C. L. Hubbs, 1944
- Atherina Linnaeus, 1758
- Atherinason Whitley, 1934
- Atherinomorus Fowler, 1903
- Atherinosoma Castelnau, 1872
- Atherion Jordan & Starks, 1901
- Craterocephalus McCulloch, 1912
- Hypoatherina Schultz, 1948
- Kestratherina A. Pavlov, Ivantsoff, Last & Crowley, 1988
- Leptatherina A. Pavlov, Ivantsoff, Last & Crowley, 1988
- Stenatherina L. P. Schultz, 1948
- Teramulus J. L. B. Smith, 1965